# Melanie De Biasio

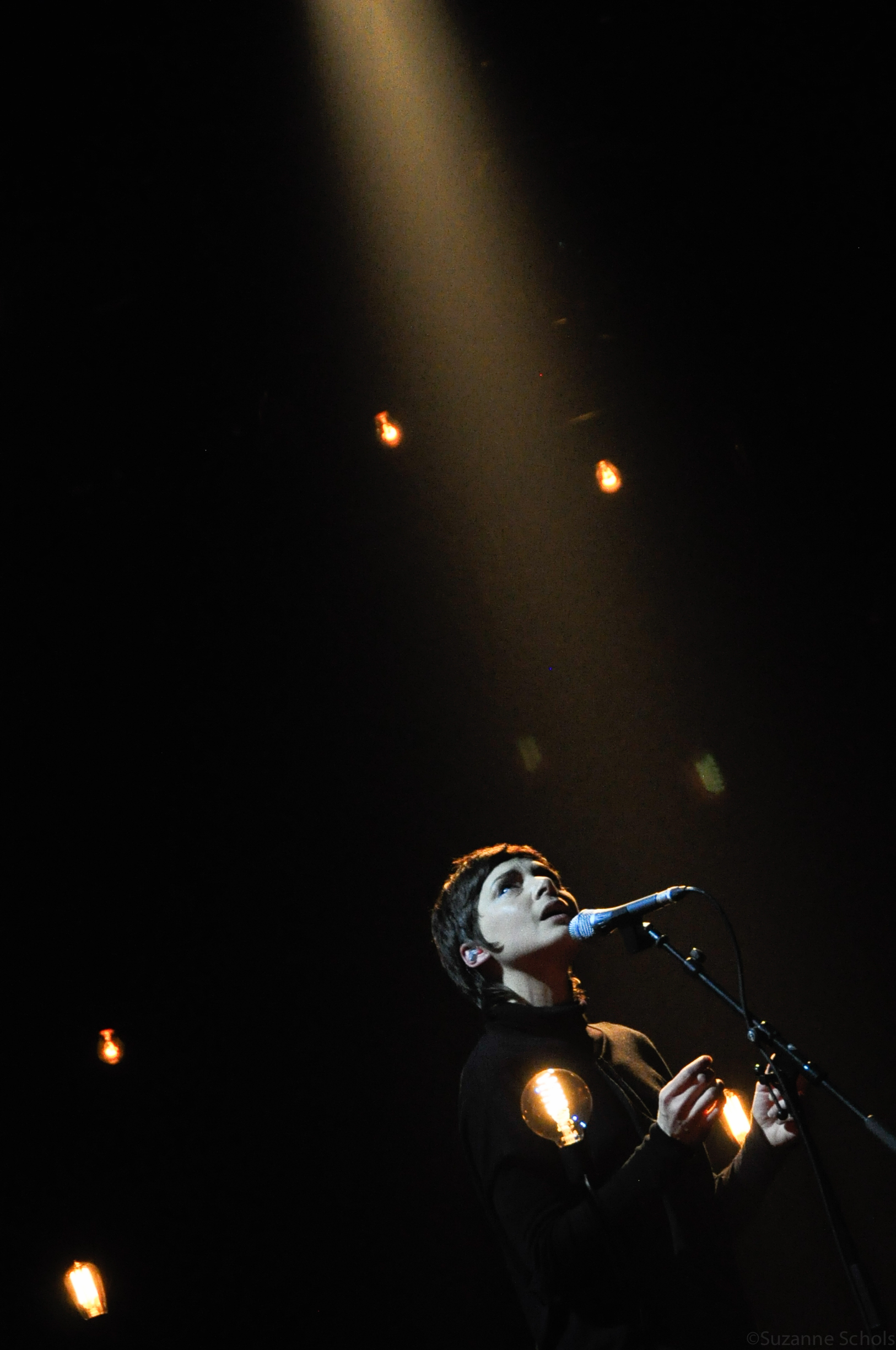
De Biasio bei der European Border Breakers Awards Show in Groningen (2015)

Mélanie De Biasio (geboren 12. Juli 1978 in Charleroi) ist eine belgische Soul- und Jazz-Sängerin, Komponistin und Querflötistin.

## Leben
Die Eltern ihres Vaters stammen aus Norditalien, wo sie als Kind oft die Sommer verbrachte. Den Eltern ihrer belgischen Mutter verdankt sie, dass sie mit acht Jahren anfing, Querflöte spielen zu lernen. Im Jugendorchester entschied sie, Musik zu studieren. Sie studierte am WENK campus Lemmensinstituut in Löwen und absolvierte in drei Jahren die Jazzabteilung am Brüsseler Conservatoire Royal. Ihr wichtigster Lehrer dort war der Flötist und Saxofonist Steve Houben, der dementsprechend auf ihrem Debüt-Album mitspielte und später häufig mit ihr auftrat.
Als sie noch in Charleroi lebte, sang sie in ihren lokalen Bands vor allem Soul. Mit dem Blasorchester Ensemble de l’Harmonie de Charleroi ging sie auf eine kurze Tournee durch Kanada. Ab 1997 war sie Mitglied des Harmadik Fül Trios, einer Jazz-Combo. Nach ihrem Studienabschluss ging sie mit der belgischen Jazz-Rock-Formation Orange Kazoo auf eine Russland-Tournee.
Ihr am 13. September 2007 erschienenes Album-Debüt A Stomach is Burning wurde live improvisierend im Studio von Igloo Records aufgenommen. Die zehn Tracks sind fast alle Eigenkompositionen, die teils zusammen mit Mohy und Paulus, der eine Hammondorgel einsetzte, entstanden. Der Rezensent für last.fm betont, es sei ein „erfrischendes Debüt aus einem Guss, leise im Tonfall, aber stark in seiner eindringlichen Kraft“.
Ihr am 16. Dezember 2013 herausgekommenes zweites Album No Deal mit sieben Tracks entstand im Tonstudio Motor Music in Mechelen. Die Musikkritikerin des Guardian beschrieb es als „dunkle, transzendent Musik“, die „Hektikgefühle vergessen lässt“. Das Album wurde nicht zuletzt wegen der prägnanten Begleitmusiker – Dré Pallemaerts: Breakbeats, Pascal Paulus: Clavinet- und Synthie-Sounds und Pascal Mohy: Pianoanschlag – in den belgischen Clubs und Radiostationen als das heißeste Trip-Hop-Update seit dem letzten Portishead-Album gefeiert. Der BBC-Hörfunkmoderator und DJ Gilles Peterson half dabei, im Februar 2015 ein No Deal Remixed-Album herauszubringen und verschaffte ihr einen vielbeachteten Auftritt bei der Worldwide Awards-Zeremonie 2015.
Die im Mai 2016 erschienene EP Blackened Cities ist eine musikalische Meditation über postindustriell geprägte Städte wie Charleroi, Manchester und Detroit. Das 24-minütige Titelstück gewann den Worldwide Award 2017 in der Kategorie Track of the Year. Auch das am 6. Oktober 2017 erschienene Album Lilies ist von intensiver Blues-Stimmung erfüllt. Die neun Tracks erinnern den laut-Rezensenten an Portishead und Mark Hollis’ Soloalbum, in bestimmter Weise auch an Billie Holiday und Nina Simone. Er nennt es lobend einen akustischen „Film Noir aus Soul, Jazz, Blues, TripHop“. Radioeins rühmt, ihre Musik sei an Intensität kaum zu überbieten. Im Musikmagazin Intro wird hervorgehoben, nach dem experimentelleren Blackened Cities übe sich Melanie De Biasio auf Lilies wieder in gestochen scharfem Minimalismus.
Nachdem De Biasio in Frankreich und Belgien längst eine namhafte Musikerin war, kam sie im März 2014 zu ihrem ersten Konzert in Deutschland nach Berlin. Das ARD-Kulturmagazin ttt – titel, thesen, temperamente brachte im Oktober 2017 ein sechsminütiges Porträt der Musikerin.
Im Herbst 2017 ging sie auf eine Tournee durch fünf europäische Hauptstädte, die Niederlande, die Schweiz, Dänemark, Belgien, Frankreich und Deutschland, dort unter anderem beim Überjazz Festival in Hamburg.

## Diskografie
- 2007: A Stomach Is Burning, Album (Igloo Records) - mit Axel Gilain (db), Pascal Mohy (p), Pascal Paulus (keyb), Teun Verbruggen (dr), Steve Houben (fl, as)
- 2013: No Deal, Album (Play It Again Sam / Rough Trade Distribution) - mit Pascal Mohy (p), Pascal Paulus (keyb, g) und Dré Pallemaerts (dr)
- 2015: No Deal Remixed, (Play It Again Sam Le Label)
- 2016: Blackened Cities, EP (Play It Again Sam Le Label) - mit Pascal Mohy (p), Pascal Paulus (keyb, g) und Dré Pallemaerts (dr)
- 2017: Lilies, Album (Play It Again Sam Le Label) - mit Pascal Mohy (p), Pascal Paulus (keyb, g) und Dré Pallemaerts (dr)

### Alben
| Jahr | Titel                                    | Höchstplatzierung, Gesamtwochen, AuszeichnungChartplatzierungen (Jahr, Titel, Platzierungen, Wochen, Auszeichnungen, Anmerkungen) | Höchstplatzierung, Gesamtwochen, AuszeichnungChartplatzierungen (Jahr, Titel, Platzierungen, Wochen, Auszeichnungen, Anmerkungen) | Höchstplatzierung, Gesamtwochen, AuszeichnungChartplatzierungen (Jahr, Titel, Platzierungen, Wochen, Auszeichnungen, Anmerkungen) | Anmerkungen                            |
| Jahr | Titel                                    | BEW | BEF | FR | Anmerkungen                            |
| ---- | ---------------------------------------- | --- | --- | --- | -------------------------------------- |
| 2007 | A Stomach Is Burning                     | BEW113 (4 Wo.)BEW | BEF139 (12 Wo.)BEF | — | Erstveröffentlichung: 2007             |
| 2013 | No Deal                                  | BEW5 Gold · (109 Wo.)BEW | BEF14 (111 Wo.)BEF | FR55 (18 Wo.)FR | Erstveröffentlichung: 18. März 2013    |
| 2015 | Gilles Peterson Presents No Deal Remixed | BEW60 (9 Wo.)BEW | BEF45 (11 Wo.)BEF | — | Erstveröffentlichung: 20. Februar 2015 |
| 2016 | Blackened Cities                         | BEW10 (34 Wo.)BEW | BEF5 (52 Wo.)BEF | FR155 (4 Wo.)FR | Erstveröffentlichung: 20. Mai 2016     |
| 2017 | Lilies                                   | BEW7 (37 Wo.)BEW | BEF3 (51 Wo.)BEF | FR35 (11 Wo.)FR | Erstveröffentlichung: 6. Oktober 2017  |
| 2023 | Il viaggio                               | BEW1 (10 Wo.)BEW | BEF2 (14 Wo.)BEF | FR171 (1 Wo.)FR | Erstveröffentlichung: 13. Oktober 2023 |

## Auszeichnungen
- 2006: Nominierung für einen Django d’Or als “Young Talent”
- 2015: European Border Breakers Award für No Deal
- 2017: Worldwide Award in der Kategorie „Track of the Year“ für Blackened Cities